# Guillaume Voisine
Pour les articles homonymes, voir Voisine (homonymie).
Guillaume Voisine est un nouvelliste québécois né en 1984 à Montréal.

## Biographie
Il s'intéresse surtout à la science-fiction et au fantastique. Il est aussi, depuis 2006, éditeur et directeur littéraire de la revue québécoise des littératures de l'imaginaire Brins d'éternité.

## Publications
Nouvelles
- Plantes-mères (Brins d'éternité no 2, 2004)
- Ovale (Brins d'éternité hors série no 1, 2005)
- Toute la vérité, pour une fois (Brins d'éternité no 6, 2005)
- Mezzo furioso (Nocturne no 1, 2005)
- Celui qui ne faisait jamais de fautes (La Petite Bibliothèque bleue no 5, 2005)
- Pour la masse (Nocturne no 5, 2006)
- Le parfum de l'ombre (AEmel Sur Le Pouce, volume 2, no 6 à 9, 2006)
- Ventiladetta, la nuit du ventilateur (Brins d'éternité no 9, 2006)
- Dent pour dent (Brins d'éternité no 12, 2006)
- Lueurs (Brins d'éternité no 12, 2006)
- En attendant Louise (La Petite Bibliothèque bleue no 6, 2006)
- Le Crématiseur (Nocturne hors-série no 1, 2007)
- Magie Contact (La Petite Bibliothèque bleue no 7, 2007)
- Livre-toi à moi (Katapulpe no 1, 2007)
- Sable (Horrifique no 56, 2007)
- Impressions] (Le Bilboquet no 10, 2007)
- L'autre neige (Nocturne no 8, 2008)
- En guise d'épilogue (Clair\Obscur no 3, 2008)
- Dents pour dents (Histoires à boire debout no 3, 2008)
- Tous les échos (Zinc no 15, 2008)

## Prix et Mentions
- 2004: Finaliste au Concours Critère pour la nouvelle Tristance, résonances[2].
- 2007: Prix Boréal du meilleur fanéditeur, pour Brins d'éternité[3].
- 2007: Prix Aurora, catégorie Accomplissement fanique (publication), pour Brins d'éternité[4].
- 2008: Prix Boréal de la Meilleure activité fanique ou semi-professionnelle, pour Brins d'éternité[3].